# Gilgamesj

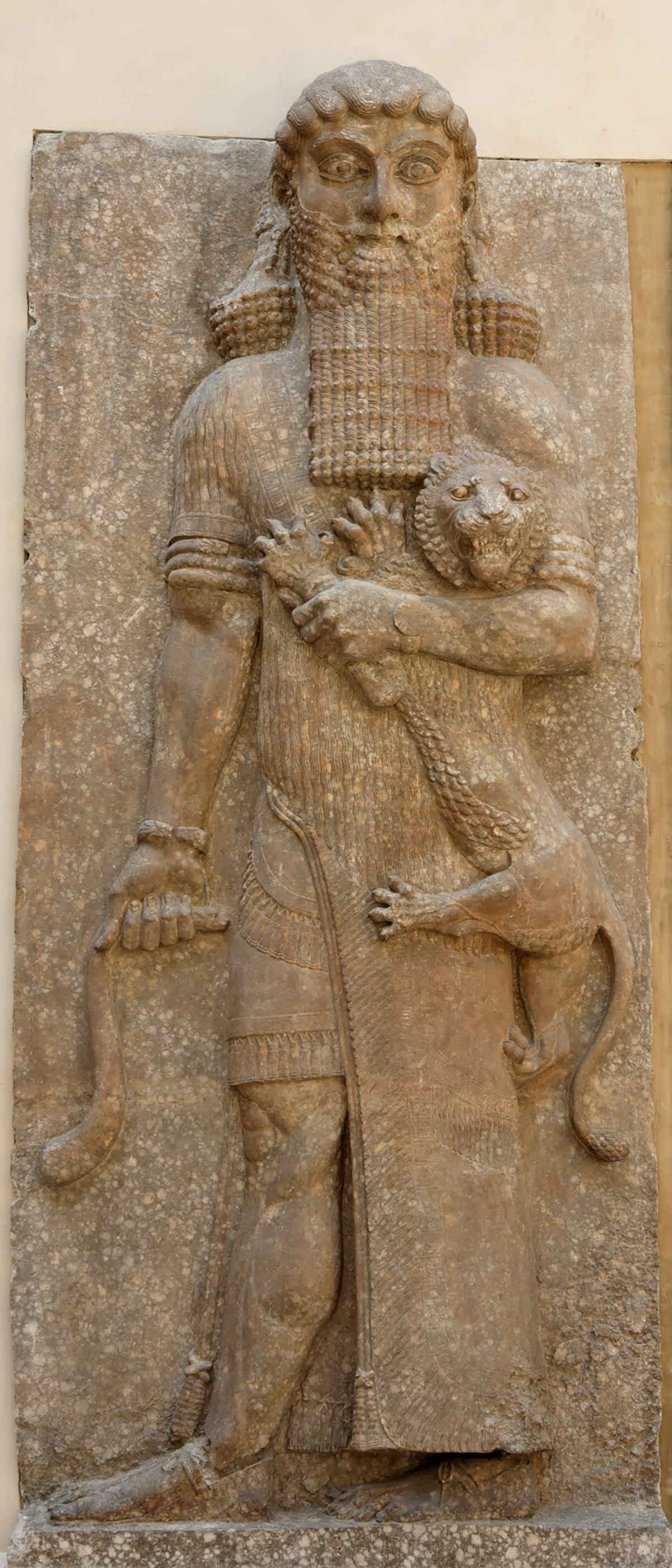
Voorstelling van Gilgamesj uit het paleis van Sargon II (Louvre Parijs)

Volgens de lijst van koningen van Sumer was Gilgamesj (ook Gilgamesh of Gilgameš, en in oude Soemerische literatuur ook Bilgamesh/Bilgamesj) de vijfde koning van Uruk. Hij regeerde tussen 2652 v.Chr. en 2602 v.Chr. en was de opvolger van Dumuzi. In de Soemerische literatuur wordt hij beschreven als de zoon van koning Lugalbanda en de godin Ninsun, waardoor Gilgamesj beschouwd moet worden als twee derde god en een derde mens. Zijn naam en faam berust zeer waarschijnlijk op een effectief historisch bestaande leider/koning van Uruk uit de eerste helft van het 3de millennium v.Chr., toch zijn daar weinig historische of archeologische bewijzen voor. Na zijn dood kreeg Gilgamesj de status van legendarische held voor de inwoners van Mesopotamië en omliggende regio's. Zijn daden werden beschreven in literaire meesterwerken en afbeeldingen van hem duiken vanaf de 2de helft van het 3de millennium steeds vaker op.
Gilgamesj is vooral bekend van het Gilgamesj-epos. Het epos is samengesteld uit een verzameling heldenverhalen met Gilgamesj als hoofdpersoon. De verhalen werden gedurende eeuwen mondeling overgeleverd en later veelvuldig neergeschreven in het spijkerschrift. De definitieve versie van het epos zou dateren uit de twaalfde eeuw vóór onze tijdrekening, maar oudere fragmenten klimmen op tot in het 3de millennium. In deze verhalen beleeft de held Gilgamesj, vaak vergezeld door zijn vriend Enkidu, mythologische avonturen. Zo gaat hij op zoek naar het eeuwige leven of vecht hij een duel uit met door de goden op Uruk afgestuurde bovennatuurlijke wezens. In die verhalen, de oudste voorbeelden van literatuur uit de geschiedenis van de mens, confronteert Gilgamesj zich zo met de existentiële vragen, met name het besef van sterfelijkheid.    
Van Gilgamesj wordt verteld dat hij de onafhankelijkheid van Uruk voltooide en de stadsmuren liet bouwen.
Volgens de legende was het Gilgamesj die Agga, koning van Kish, versloeg en zo een einde maakte aan de heerschappij van Kish over Sumer. Nochtans was het niet Uruk, de stad van Gilgamesj, die van de overwinning profiteerde maar de welgestelde stad Ur. Hier werd rond dezelfde tijd een nieuwe dynastie gesticht door Mesjannepada, die over het grootste gedeelte van Sumerië zou heersen en als eerste dynastie van Ur opgetekend werd.

## Ander gebruik van de naam
- Gilgamesh is ook de naam van een Engelse muziekband uit de jaren 70.
- Gilgamesj is ook de naam van Nederlands oudste hardrock band, die nu nog bestaat.